# Plinio Lambraño Florez

## Biografía
Plinio Lambraño Florez es un artista colombiano nacido en 1949 en el municipio de San Pedro, Sucre. Pintor, escultor y docente, se ha dedicado al desarrollo y promoción de las artes plásticas en la región Caribe de Colombia.
Reconocido por su aporte a la pintura y la escultura, su obra se caracteriza por una profunda sensibilidad artística, influenciada por relatos orales, juegos tradicionales y vivencias del entorno rural. Esta experiencia vital ha nutrido una expresión estética que integra técnica, identidad cultural y compromiso social.
Su formación, tanto académica como empírica, le ha permitido dominar diversas disciplinas como el dibujo, la pintura y la escultura. A través de sus obras, explora temas relacionados con la espiritualidad, la vida cotidiana y la riqueza visual de su contexto caribeño.

## Formación académica
Realizó sus estudios primarios en la Institución Educativa Escuela Normal Superior de Corozal, ubicada en Corozal, Sucre, Colombia.
Obtuvo el título de Licenciado en Artes Plásticas en la Universidad de Chía, situada en el kilómetro 21 de la Autopista Norte, vía Chía, en el departamento de Cundinamarca.
Cursó estudios de posgrado en la Universidad del Atlántico, donde obtuvo una Especialización en Gerencia y Administración Cultural. Esta institución se encuentra en el kilómetro 7 de la antigua vía a Puerto Colombia, en Barranquilla, Atlántico.
Formación complementaria
En 1978, recibió formación presencial en pintura, dibujo y escultura a través de la Secretaría de Educación y la Escuela de Bellas Artes de Sincelejo, Sucre.
Adicionalmente, entre mayo de 2002 y 2003, participó en el diplomado “Liderazgo Docente”, ofrecido por el Colegio de la Policía en Sincelejo, Sucre.

## Trayectoria profesional en educación artística
Entre 1978 y 2014, se desempeñó como docente en la Institución Educativa Escuela Normal Superior de Corozal, donde alcanzó el 14.º grado del escalafón docente. Durante su labor, estuvo a cargo del área de Educación Artística, impartiendo asignaturas como dibujo, pintura, escultura, ayudas educativas, didáctica de la educación artística y talleres de música infantil.
Posteriormente, trabajó como tutor docente en el área de Educación Artística en diversas instituciones de educación superior en Sincelejo, incluyendo la Universidad de Sucre, la Corporación Universitaria del Caribe – CECAR y la Universidad de Pamplona.

## Obra escultórica
En el campo de la escultura, Plinio Lambraño Florez ha desarrollado un destacado cuerpo de obra en espacios públicos del Caribe colombiano, principalmente utilizando la técnica de fibra de vidrio. Sus creaciones, cargadas de simbolismo regional y compromiso cultural, incluyen:

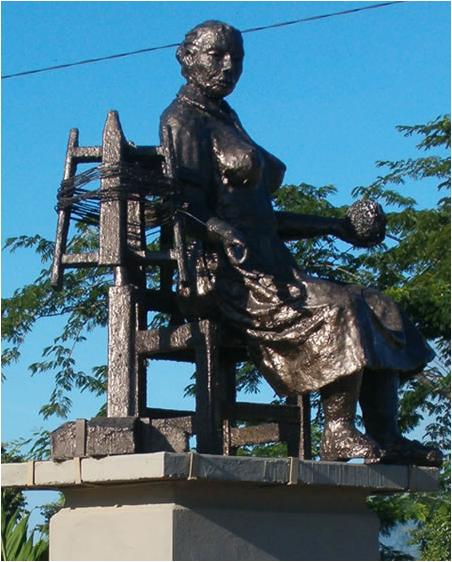
La Devanadora, en la entrada de Morroa, Sucre, es una escultura en fibra de vidrio de 1,80 m de alto que simboliza la cultura local.

- El Garrochero, ubicada en Corozal, Sucre.
- La Fandanguera, ubicada en la plaza de Majagual, Sincelejo, Sucre, elaborada en fibra de vidrio

- La Devanadora, situada en la entrada al municipio de Morroa, Sucre.
- El Pito Atravesao, ubicada en Morroa, Sucre.
- El Gaitero, en proceso de construcción.
- Toro y Banderillas, escultura de propiedad privada en Morroa, Sucre.
- Las Brujas, ubicada en el aeropuerto de Corozal, Sucre.
- Retratos escultóricos de Luis Alfonso Farak (Los Palmitos, Sucre), Olga Piña, Miguel Cabrera (ambos en Corozal, Sucre) y Margarita Rosseau (Universidad del Atlántico, Barranquilla), todos elaborados en fibra de vidrio.
- Su última creación está dedicada a la epidemia mundial del virus chikunguña, representando un compromiso social y contemporáneo en su obra.

## Obra pictórica

### Exposiciones pictóricas

#### PINTURAS: EL PAISAJE CARIBEÑO
El paisaje caribeño (óleo sobre lienzo, 96 x 70 cm): escena natural del Caribe colombiano, rica en color y ambiente.
- Bodegón sabanero (óleo sobre lienzo, 110 x 80 cm): obra de grado que representa objetos de la vida rural sabanera. La justicia (óleo sobre lienzo, 96 x 78 cm): pintura simbólica que alude al equilibrio y la equidad.
- Paisaje (óleo sobre lienzo, 96 x 70 cm): imagen del campo costeño con luz y serenidad.
- Bodegón sabanero (óleo sobre lienzo, 98 x 82 cm): composición que resalta elementos de la identidad regional.
- Paisaje (acuarela, 58 x 76 cm): visión fresca y expresiva del entorno natural.

- Paisaje (sin datos): continuidad de su exploración del paisaje caribeño.

PINTURAS: CAMINO HACÍA UNA NUEVA PROSPECTIVA PICTORICA 
Retrata en su obra escenas de la vida rural y costumbrista del Caribe colombiano, utilizando la técnica de óleo sobre lienzo.
- Violencia campestre (óleo sobre lienzo, 100 x 80 cm): representación intensa de conflictos en el ámbito rural.
- Velorio campestre (óleo sobre lienzo, 100 x 75 cm): pintura que captura la solemnidad y las tradiciones campesinas.
- Vendedora de flores (óleo sobre lienzo, 90 x 160 cm): homenaje a las mujeres que trabajan en el mercado tradicional.
- Elaboración del casabe (óleo sobre lienzo, 100 x 75 cm): escena que muestra un proceso ancestral de la cultura caribeña.
- Vendedora de almojábanas (óleo sobre lienzo, 96 x 66 cm): celebración de las tradiciones culinarias y las vendedoras locales.
- Vendedora de patilla (óleo sobre lienzo, 90 x 70 cm): representación de la vida cotidiana y el comercio informal en la región.

#### PINTURAS: “ESPANTAPÁJAROS DEL CARIBE”
Espantapájaros del Caribe es una propuesta artística del maestro Plinio Lambraño compuesta por 62 obras pictóricas realizadas en técnica de óleo sobre lienzo. Esta serie recoge elementos simbólicos y culturales de la región Caribe colombiana, integrando mitos, leyendas, tradiciones y creencias populares, con énfasis en las raíces ancestrales de comunidades como la cultura Zenú.
La obra toma como figura central el espantapájaros, símbolo tradicional utilizado por agricultores como amuleto protector de cultivos, el cual es construido con elementos vistosos como telas de colores, maderas, sombreros, objetos artesanales y materiales con valor simbólico o supersticioso. En este contexto, la propuesta artística resignifica el espantapájaros como metáfora crítica de fenómenos políticos, sociales, culturales y ambientales tanto regionales como nacionales.
El proyecto se desarrolla en dos tendencias estilísticas:
- Tendencia figurativa, que representa espantapájaros tal como aparecen en los cultivos de yuca, tabaco, maíz, arroz y ajonjolí de la región.
- Tendencia abstracta, en la que estas figuras son reinterpretadas con libertad plástica, integrándose al lenguaje de la abstracción sin perder su carga simbólica.

## Exposiciones
A lo largo de su carrera, Plinio Lambraño Florez ha participado en numerosas exposiciones individuales y colectivas, destacándose en el ámbito artístico del Caribe colombiano y más allá. Entre sus principales muestras se incluyen:
- Exposición de Arte Joven: Tres artistas costeños (Ramiro Blanco, César Bula y Punio Lambraño), Casa de la Cultura “Popeyo Molina”, junio 9-25, 1982.
- XVI Seminario Nacional y III Latinoamericano de Educación Continua, Asociación Colombiana de Estadísticas en Salud, exposición en la Escuela de Bellas Artes de Sincelejo, 10 de junio de 1985.
- Siete artistas costeños, Junta Municipal de Cultura, Sincé, 1985.
- Arte del Caribe Colombiano, Centro de Convenciones y Exposiciones Gonzalo Jiménez de Quesada, Bogotá, 14-23 de agosto de 1985.
- Arte por el Arte, colectiva en Sincelejo, 21 de octubre de 1985.
- Seis pinturas de Sucre en exposición, 22 de octubre de 1986.
- Octavo Salón de Artistas Regionales, Casa de la Cultura Eugenio Moreno Oróstegui, Sincelejo, marzo 14-28, 1992.
- Sucre: Cultura e Identidad, exposición de pintura organizada por la Gobernación de Sucre y el Consejo Departamental de Cultura, 6 de agosto de 1993.
- Exposición pictórica, Policía Nacional, Departamento de Policía Sucre, Sincelejo, 7 al 14 de noviembre de 1997.
- Cinco artistas sucreños en Barranquilla, Área Cultural del Teatro Amira de la Rosa, 13 de julio de 1998.
- Primer Salón de Artistas Plásticos de Sucre, Teatro Municipal, Sincelejo, 26 de febrero de 1999.
- Cinco artistas del Caribe colombiano en Estados Unidos.
- Proyecto de investigación y creación “Espantapájaros del Caribe”, primera presentación visual en el Centro de Exposición de la Biblioteca Comfamiliar, Barranquilla, 2006.
- VI Encuentro de Artistas Plásticos y Visuales de la Sabana, Sahagún, Córdoba, 2011.
- Salón Departamental de Artistas Sucreños, Sincelejo, Sucre, octubre de 2011.
- Primer Salón Departamental de Artistas Visuales, homenaje al maestro Plinio Lambraño Flórez, Sincelejo, Sucre, 2017.
- Segundo Salón Departamental de Artistas Visuales, Sincé, Sucre.
- Homenaje al maestro Santiago Herazo Cure.

## Obra literaria
Dotado de una notable memoria gráfica, que se refleja en su expresiva forma de comunicación, el maestro Plinio Lambraño Flórez ha publicado su primer cuento titulado Canto de lechuza.

## Reconocimiento
La Escuela Politécnica de Artes de Sucre ha reconocido la vida y obra del maestro Plinio Rafael Lambraño Flórez, destacando su trayectoria artística y académica. Sus primeros aprendizajes y expresiones gráficas se gestaron en la segunda ciudad de Sucre, en barrios como Urbana, Cristo Rey y Aníbal Badel, y continuaron desarrollándose durante su adolescencia en instituciones como el Carmelo Percy y la Normal Superior.
Tras un camino lleno de esfuerzo y dedicación, Plinio Lambraño obtuvo sus títulos profesionales y de posgrado en la Universidad de La Sabana y la Universidad del Atlántico. Sin embargo, su mayor crecimiento profesional se produjo bajo la tutela del maestro Eladio Gil Zambrano, reconocido por ser el creador de la escultura de la India Catalina, símbolo mundialmente asociado al Corralito de Piedra.
Actualmente, Anatael Garay Álvarez, director de la Politécnica de Artes de Sucre, lidera una campaña para el reconocimiento en vida, la promoción, difusión y valoración de la valiosa obra artística de Plinio Lambraño, especialmente de su proyecto “Espantapájaros del Caribe”.
En palabras del equipo de comunicaciones de la Gobernación de Sucre, si Héctor Rojas Herazo fue considerado el “Gabito” del Macondo del Golfo de Morrosquillo, el maestro Plinio Lambraño Flórez es el “Obregón” del Sucre Nos Mueve y de Oportunidades, iniciativas de la gobernadora Lucy García Montes.

## Galería

#### PINTURAS: EL PAISAJE CARIBEÑO

##### PINTURAS: “ESPANTAPÁJAROS DEL CARIBE”
- Datos: Q9061130